# Thomas Lincoln Casey, Jr.
Thomas Lincoln Casey, Jr., född 19 februari 1857, död 6 februari 1925 i Washington, D.C., var en amerikansk astronom och entomolog som specialiserade sig på skalbaggar. Han var son till generalen Thomas Lincoln Casey.
Han examinerades från West Point 1879 och arbetet inom armén gav han möjlighet till resor och insamlande. Det mesta av Caseys samlingar finns på National Museum of Natural History. Han publicerade 76 artiklar, mer än någon annan, det viktigaste verket var Memoirs on the Coleoptera.